# Artes Mundi
Artes Mundi es una exposición y un premio internacional de arte contemporáneo de carácter bienal que se celebra en Gales, Reino Unido, instituido por la organización benéfica de arte sin ánimo de lucro del mismo nombre.

## Antecedentes
Desde 2003, el premio de arte Artes Mundi se celebra cada dos años en el Museo Nacional de Cardiff. El premio es el mayor premio de arte del Reino Unido, con 40.000 libras para el ganador de cada convocatoria. Aunque el premio ha incluido a artistas que utilizan medios tradicionales, como la pintura, ésta suele ser sólo una parte del conjunto, centrado en gran medida en los enfoques del arte conceptual. La exposición tiene lugar en Cardiff, pero abarca en su convocatoria y evaluación a artistas internacionales.
En 2014/15 Artes Mundi 6 se expandió más allá del Museo Nacional y compartió la exposición de las obras preseleccionadas con el Chapter Arts Centre de Cardiff y la Turner House Gallery de Penarth.
Artes Mundi fue fundada en 2002 por el artista galés William Wilkins. Su directora artística fundadora y consejera delegada fue Tessa Jackson, antigua directora del  Scottish Arts Council. En 2010, Ben Borthwick fue nombrado director artístico y CEO, después de que Jackson dejara el cargo para tomar el timón de InIVA. El anterior cargo de Borthwick era el de conservador adjunto en la Tate Modern. En 2013 la directora pasó a ser Karen MacKinnon, anteriormente de la Glynn Vivian Gallery, Swansea y Chapter, Cardiff. En 2019 se anunció que Nigel Prince sería el nuevo director, dejando su puesto de director ejecutivo en la Contemporary Art Gallery de Vancouver.

## Galardonados
- 2004 (Artes Mundi 1), Xu Bing (China)[8]
- 2006 (Artes Mundi 2), Eija-Liisa Ahtila (Finlandia)[9]
- 2008 (Artes Mundi 3), N. S. Harsha (India)[10]
- 2010 (Artes Mundi 4), Yael Bartana (Israel)[11]
- 2012 (Artes Mundi 5), Teresa Margolles (México)[12][13]
- 2015 (Artes Mundi 6), Theaster Gates (Estados Unidos), que declaró que compartiría su premio de 40.000 libras esterlinas con los demás nominados.[14][15]
- 2017 (Artes Mundi 7), John Akomfrah (Reino Unido)[16][17]
- 2019 (Artes Mundi 8), Apichatpong Weerasethakul (Tailandia)[18]